# Воїни (фільм, 1994)
Воїни (англ. Warriors) — бойовик 1994 року.

## Сюжет
Вбивці-професіонали — ідеальні машини для винищення всього живого. Бійці спецпідрозділу, який виконує самі брудні завдання військового керівництва, живуть в особливій в'язниці жорсткого режиму. Командир загону Вейл здійснює втечу, щоб виконати «своє останнє завдання». Його найкращий учень, Колін Ніл, відправляється в погоню, щоб ліквідувати Вейла.

## У ролях
- Гері Б'юзі — Френк Вейл
- Майкл Паре — Колін Ніл
- Венді Фулфорд— Джоді Річардсон
- Катрін Маккензі — Дженіс Ніл
- Ліз Макрей — Лоретта Вейл
- Гріффіт Брюер — Траскотт
- Пітер Колві — Ладіслав
- Річард Земан — Віллард
- Десмонд Кемпбелл — Джордан
- Рікардо Хуарес — Ромео
- Арон Тейджер — генерал Мурхед
- Майнор Мастейн — полковник Вілліс
- Андерсон С. Бредшоу — лейтенант
- Власта Врана — містер Паркер
- Ісаак Анбар — керівник ЦРУ
- Крістофер Хейєрдал — Майло
- Гаррі Станджофскі — Чандлер
- Тедді Лі Діллон — Вайс
- Роберт Брюстер — солдат
- Карл Алаккі — солдат
- Фрейн Маккарті — капрал
- Жан Френетт — морський піхотинець у коридорі
- Ірен Кесслер — продавець квитків